# Алкафой (царь Мегар)
Алкафой (др.-греч. Ἀλκάθοος) — персонаж древнегреческой мифологии, сын Пелопа и царь Мегар. Победил киферонского льва, построил стену вокруг своего города (в этом ему помог Аполлон), убил собственного сына Каллиполида, заподозренного в святотатстве. Через дочерей Алкафой был дедом Иолая и Аякса Теламонида.

## В мифологии
Алкафой был одним из многочисленных сыновей Пелопа и Гипподамии, дочери царя Элиды Эномая. Его братьями соответственно были Атрей, Фиест, Питфей. Пелоп, выходец из Малой Азии, стал после гибели Эномая царём Элиды и эпонимом Пелопоннеса, а его сыновья получили власть в разных городах Южной Греции. Судьба Алкафоя оказалась связана с Аттикой.
Павсаний рассказывает, что киферонский лев растерзал Эвиппа — сына Мегарея, царя города Мегары. Последний призвал на помощь героев из других областей Греции и пообещал сделать того, кто убьёт льва, своим зятем и наследником. Алкафой отозвался на этот призыв из Элиды: он победил животное и получил в жёны царевну Эвехму, а после смерти Мегарея стал царём (по альтернативной версии мифа, имевшей хождение в Мегаре, Алкафой приходился Мегарею не зятем, а сыном). Приняв власть, он построил храм Аполлона Агрея («Охотника») и Артемиды Агротеры («Помощницы в охоте»), чтобы отблагодарить богов за помощь. Кроме того, Алкафой возвёл городскую стену, причём ему помогал Аполлон, ради работы отложивший в сторону кифару. По мнению Павсания, тот факт, что новый царь сразу начал строить укрепления, говорит об упадке Мегар.
Первой женой Алкафоя была Пирго. По именам известны пять детей Алкафоя, двое сыновей и три дочери. Ифиноя умерла незамужней, Перибею отец отправил на Крит вместе с Тесеем в качестве дани Миносу, но благодаря убийству Минотавра она спаслась; позже эта царевна стала женой Теламона Эакида и матерью Большого Аякса. Автомедуса вышла за Ификла, брата-близнеца Геракла, и родила ему сына Иолая. Сыновья Алкафоя носили имена Исхеполид и Каллиполид. Первый из них присоединился к охотникам на калидонского вепря в Этолии и погиб. Его брат первым получил эту весть, когда Алкафой приносил жертву Аполлону; Каллиполид тут же вбежал на Акрополь и разбросал горящие дрова. Царь, решив, что свершается святотатство, убил сына ударом полена по голове. Наследником Алкафоя стал его внук Аякс.

## Память в историческую эпоху
Алкафой стал эпонимом акрополя, находившегося в западной части античных Мегар. В городе существовал его культ и, в частности, праздновались игры под названием Алкафойи (их название встречается только в одном источнике — в схолиях к песням Пиндара). Святилище Алкафоя в историческую эпоху использовалось как архив. Путникам ещё во II веке показывали жертвенник богов Продомеев («Основателей»), на котором Алкафой принёс жертвы перед началом строительства стены, надгробный памятник убитого Алкафоем Каллиполида, построенный Алкафоем храм Аполлона и Артемиды.
Некоторые исследователи видят в Алкафое своеобразного двойника Геракла: оба героя в молодости побеждали львов. Брак дочери Алкафоя с Теламоном мог служить идеологическим обоснованием владычества Мегар над островом Саламин, царём которого Теламон считался. Когда этот остров перешёл к Афинам, Перибею начали считать афинянкой.